# Єгінсуський сільський округ (Аксуський район)
Єгінсу́ський сільський округ (каз. Егінсу ауылдық округі, рос. Егинсуский сельский округ) — адміністративна одиниця у складі Аксуського району Жетисуської області Казахстану. Адміністративний центр — село Єгінсу.
Населення — 611 осіб (2021; 598 у 2009, 743 у 1999, 1176 у 1989).
Станом на 1989 рік існувала Єгінсуська сільська рада (села Єгінсу, Кумтобе) колишнього Бурлютобинського району.

## Склад
До складу округу входять такі населені пункти:
| Населений пункт           | Населення, осіб (1989) | Населення, осіб (1999) | Населення, осіб (2009) | Населення, осіб (2021) |
| ------------------------- | ---------------------- | ---------------------- | ---------------------- | ---------------------- |
| Єгінсу, село              | 1150                   | 700                    | 579                    | 586                    |
| Кумтобе, станційне селище | 26                     | 43                     | 19                     | 25                     |